# 가출선언 사십춘기
《가출선언 사십춘기》는 2017년 1월 28일부터 2017년 2월 11일까지 MBC에서 방영한 텔레비전 프로그램이다. 무한도전이 7주간의 공백기간을 가지면서 3주간 방송된 파일럿 프로그램이다.

## 개요
40대가 된 연예계 절친이 가장으로서의 무게를 내려놓고, 두 번째 청춘을 즐기는 청춘 로망 리얼리티 프로그램.

## 출연자
- 권상우
- 정준하
- 정로하 : 정준하의 아들

## 시청률
| 회차 | 방송일자        | AGB시청률 |
| ---- | --------------- | --------- |
| 1화  | 2017년 1월 28일 | 6.3%      |
| 2화  | 2017년 2월 4일  | 5.7%      |
| 3화  | 2017년 2월 11일 | 6.2%      |

## 촬영 장소
- 제주도
- 블라디보스토크

## 경쟁 프로그램
- 장학퀴즈 (EBS 1TV)
- 추적르포 사라진 가족 (OBS)
- 정치 옥타곤 (TV조선)
- 안형환의 시사포커스 (채널A)
- 불후의 명곡 - 전설을 노래하다 (KBS 2TV)
- 백종원의 3대 천왕 (SBS)
- 나눔의 행복, 기부, 동행 (KBS 1TV)

## 같이 보기
- 엄마를 찾지마 (EBS)